# Zajezierze (Otwock)
Pour les articles homonymes, voir Zajezierze.
Zajezierze (prononciation : [sɔkɔˈwufka]) est un hameau polonais du village de Śniadków Górny A de la gmina de Sobienie-Jeziory dans le powiat d'Otwock de la voïvodie de Mazovie dans le centre-est de la Pologne.

## Histoire
De 1975 à 1998, le village appartenait administrativement à la voïvodie de Siedlce.